# 新町川公園
新町川公園（しんまちがわこうえん）は、徳島県徳島市の新町川沿いにある都市公園（地区公園）である。

## 概要
新町川沿いに位置し藍場浜公園と隣接している。また新町川水際公園のことを新町川公園と呼ばれることがある。
公園内には板東俘虜収容所所長・松江豊寿大佐の住居跡に建つ碑「武士の情け」や2007年の国民文化祭の野外彫刻、楠大明神があり、たくさんの狸の像がある他、震災対策用貯水槽が設置されている。
また公園内を流れる新町川の北岸と南岸をあいせん橋が結んでいる。

## 楠大明神
新町川公園内にある神社で、徳島大空襲前は徳島市出来島の製氷会社横にある大楠の根元に鎮座していた。戦火で焼けた為、佐古大橋の緑地帯（新町川公園内）に移動された。

## 交通
- JR高徳線徳島駅より徒歩約5分。佐古駅より徒歩約10分。

## 新町川沿いにある公園
- 藍場浜公園
- 新町川水際公園
- 徳島こども交通公園
- ケンチョピア（みなと公園）